# كيفن جونسون (لاعب كرة قدم)
كيفن جونسون (بالإنجليزية: Kevin Johnson)‏ (29 أغسطس 1952 بدونكاستر في المملكة المتحدة - ) هو لاعب كرة قدم بريطاني في مركز الوسط. لعب مع شيفيلد وينزداي ونادي ساوثيند يونايتد ونادي غيلينغهام ونادي هارتلبول يونايتد وهدرسفيلد تاون ونادي هاليفاكس تاون ونادي غيتزهد ونادي ووركينغتون.

## وصلات خارجية
- كيفن جونسون على موقع قاعدة بيانات كرة القدم.إي يو (الإنجليزية)